# Geinberg
Geinberg osztrák község Felső-Ausztria Riedi járásában. 2021 januárjában 1420 lakosa volt.

## Elhelyezkedése

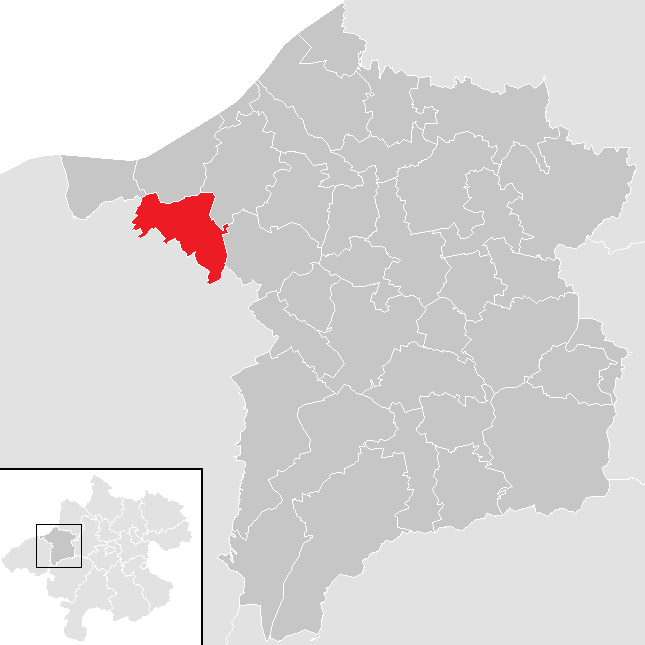
Geinberg a Ried im Innkreis-i járásban

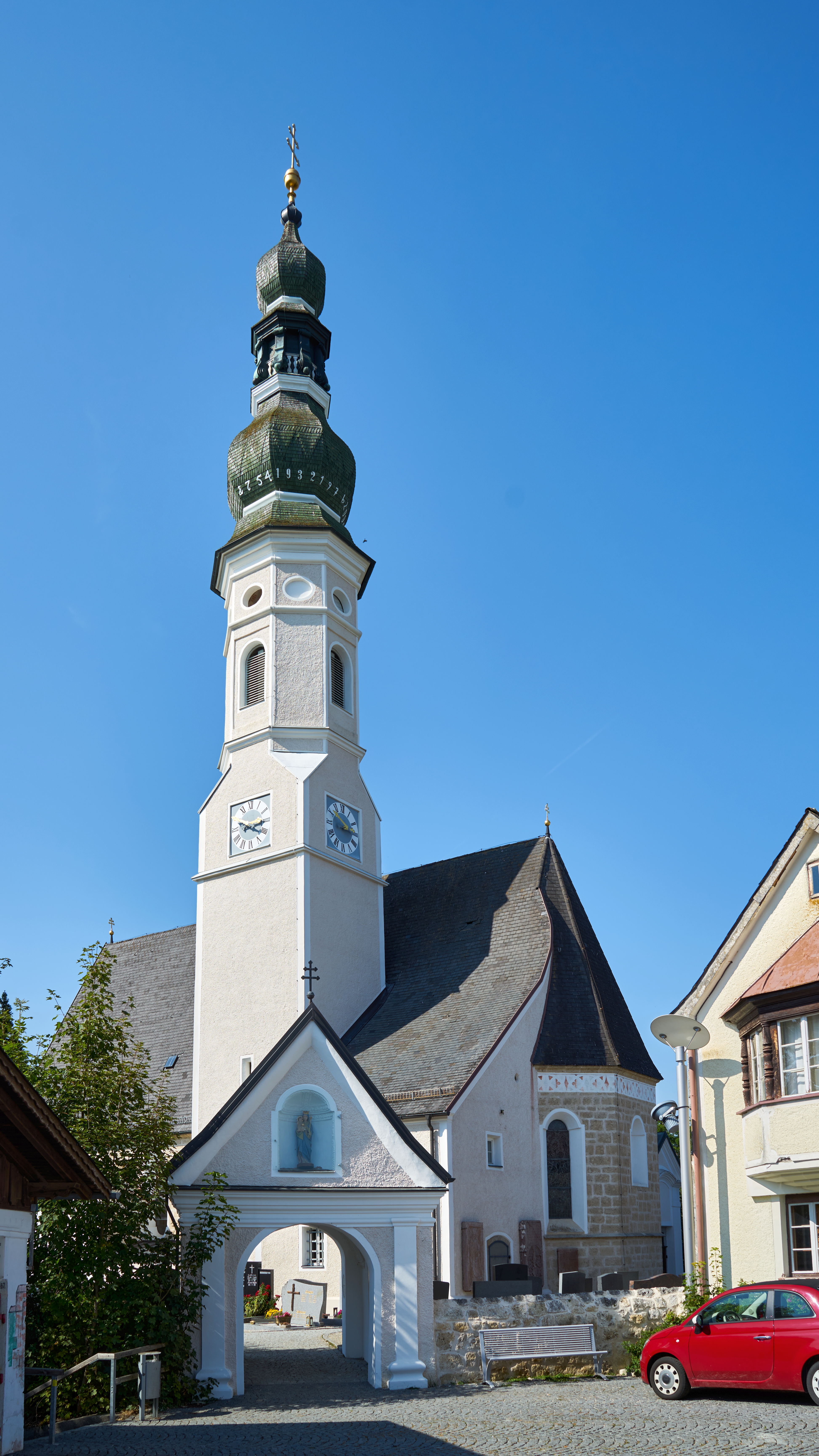
A Szt. Mihály-plébániatemplom

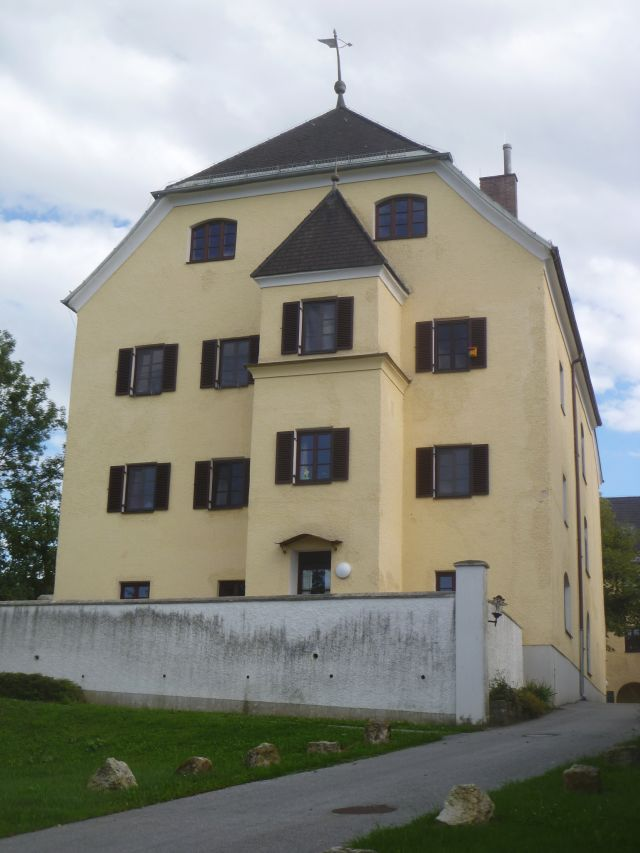
A neuhausi kastély

Geinberg a tartomány Innviertel régiójában fekszik, az Inn folyó völgyében. Területének 18,4%-a erdő, 70% áll mezőgazdasági művelés alatt. Az önkormányzat 11 települést és településrészt egyesít: Durchham (59 lakos 2021-ben), Ellreching (13), Geinberg (692), Hart (49), Haudering (26), Kager (28), Moosham (217), Neuhaus (126), Nonsbach (49), Oberaichet (55) és Winten (106).
A környező önkormányzatok: északnyugatra Mühlheim am Inn, északra Kirchdorf am Inn, északkeletre Sankt Georgen bei Obernberg am Inn, keletre Gurten, délre Polling im Innkreis, nyugatra Altheim.

## Története
Geinberg (és az egész Innviertel) 1779-ig Bajorországhoz tartozott, de a bajor örökösödési háborút lezáró tescheni béke Ausztriának ítélte. A falu az 1848-as forradalomig az Aham grófok birtoka volt, melyek utolsó képsviselője, Joseph Matthias Franz Xaver Benedict von Aham 1881-ben hunyt el. A napóleoni háborúk alatt Geinberg rövid időre visszatért a francia bábállam Bajországhoz, de 1816 után végleg Ausztriáé lett. Az 1938-as Anschluss után a települést a Harmadik Birodalom Oberdonaui gaujába sorolták be. A második világháborút követően visszatért Felső-Ausztriához.
1974-ben az OMV kőolajkutató cége termálvízre bukkant a községben. A termálfürdő építését 1996-ban kezdték el, és a létesítmény két évvel később nyitotta meg kapuit.

## Lakosság
A geinbergi önkormányzat területén 2021 januárjában 1420 fő élt. A lakosságszám 1991 óta némileg gyarapodó tendenciát mutat. 2019-ben az ittlakók 87,3%-a volt osztrák állampolgár; a külföldiek közül 4,5% a régi (2004 előtti), 5,6% az új EU-tagállamokból érkezett. 2,1% az egykori Jugoszlávia (Szlovénia és Horvátország nélkül) vagy Törökország, 0,5% egyéb országok polgára volt. 2001-ben a lakosok 90,1%-a római katolikusnak, 2,4% evangélikusnak, 3,1% mohamedánnak, 2,7% pedig felekezeten kívülinek vallotta magát. Ugyanekkor egy magyar élt a községben; a legnagyobb nemzetiségi csoportot a németek (95,9%) mellett a törökök alkották 2,9%-kal.
A népesség változása:

| 2016 | 1 452 |
| 2018 | 1 435 |

## Látnivalók
- a neuhausi kastély
- a Szt. Mihály-plébániatemplom

## Fordítás
- Ez a szócikk részben vagy egészben  a   Geinberg című német Wikipédia-szócikk ezen változatának fordításán alapul.  Az eredeti cikk szerkesztőit annak laptörténete sorolja fel. Ez a jelzés csupán a megfogalmazás eredetét és a szerzői jogokat jelzi, nem szolgál a cikkben szereplő információk forrásmegjelöléseként.